# Шарипово (Калтасинский район)
Шарипово (баш. Шәрип) — деревня в Калтасинском районе Башкортостана, входит в состав Кельтеевского сельсовета. 

## Население
| 2002 | 2009 | 2010 |
| ---- | ---- | ---- |
| 34   | ↘29  | ↘26  |

Национальный состав
Согласно переписи 2002 года, преобладающая национальность — башкиры (85 %).

## Географическое положение
Расстояние до:
- районного центра (Калтасы): 24 км,
- центра сельсовета (Большой Кельтей): 22 км,
- ближайшей ж/д станции (Янаул): 92 км.

## Известные уроженцы
- Афзалов, Гамиль Гимазетдинович (23 мая 1921 — 20 августа 2003) — народный поэт ТАССР (1991), член Союза писателей СССР (1958). Проживал в селе Шарипове в 1954—1964 гг.